# Yuki Yokosawa
Yuki Yokosawa (n. 29 octombrie 1980, Maebashi, Japonia) este o sportivă ce a reprezentat Japonia, medaliată olimpică. A participat la o ediție a Jocurilor Olimpice (2004) în care a câștigat o medalie de argint.